# Libanasidus vittatus

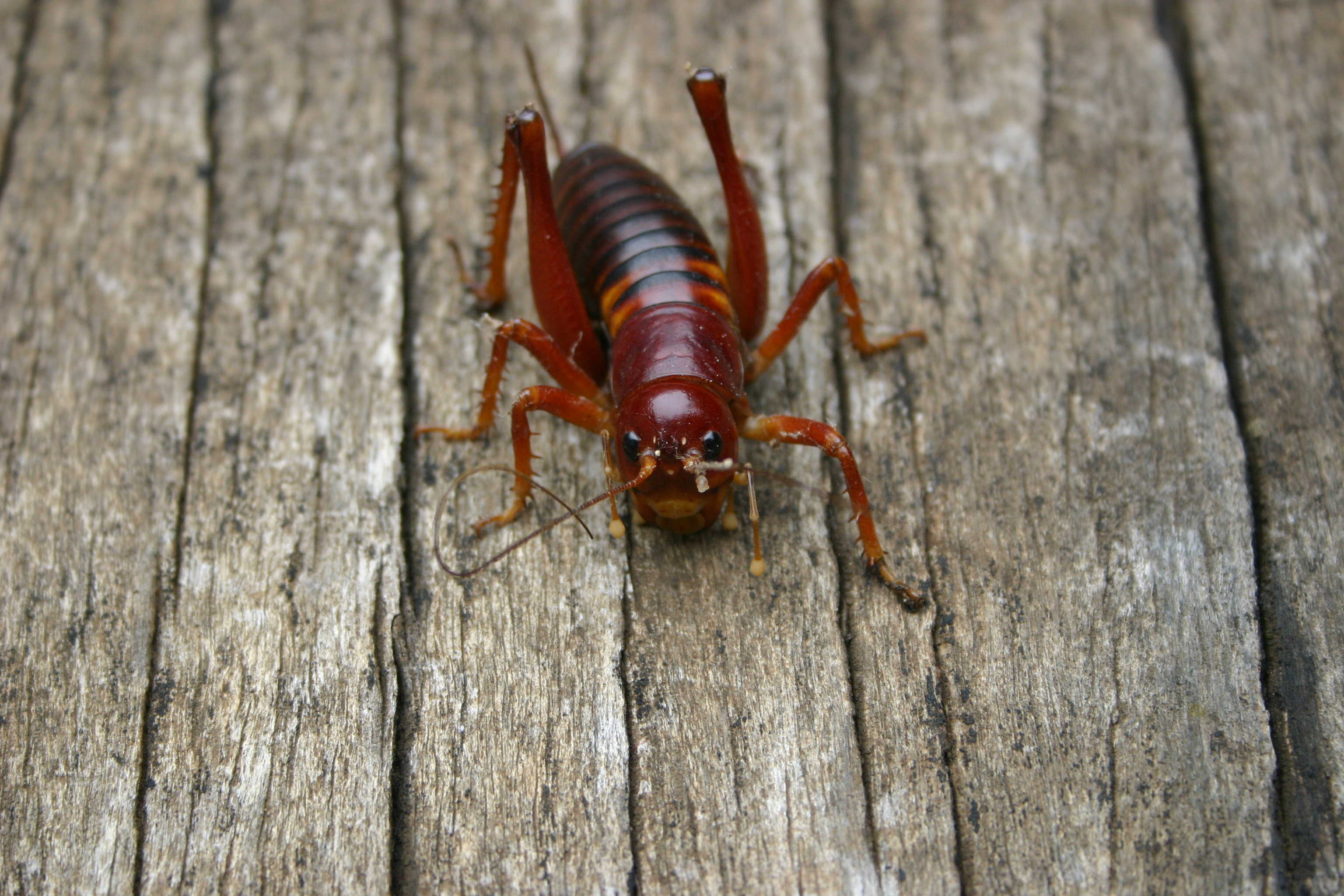
Con cái

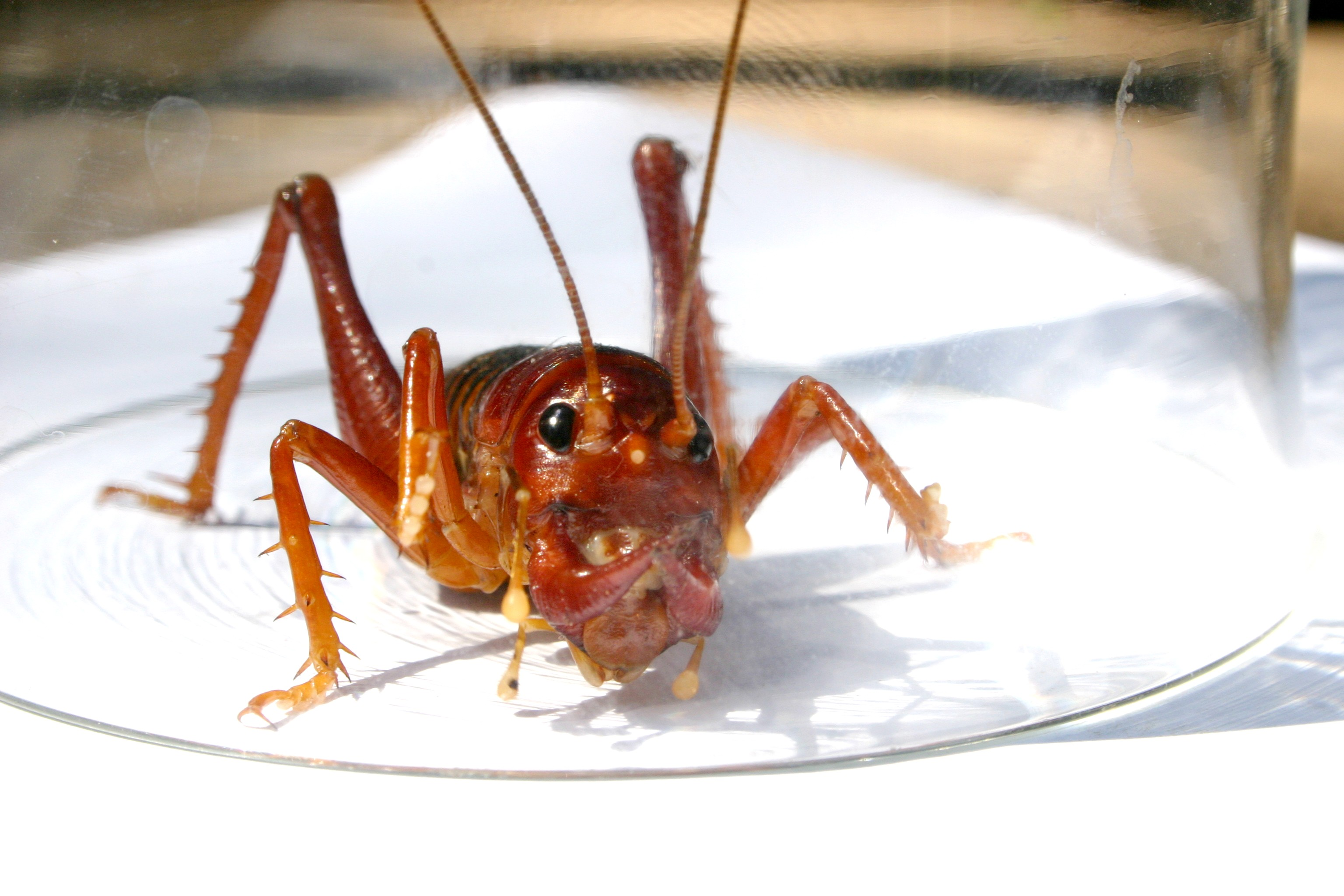
Con đực với "nanh" ở hàm trên

Libanasidus vittatus một loài dế vua đặc hữu của Nam Phi. Loài côn trùng này có tên tiếng Anh là Parktown prawn, xuất phát từ địa danh Parktown ở Johannesburg, Nam Phi, nơi chúng rất phổ biến. Tại Angola, chúng được tìm thấy ở khu vực miền nam hoang mạc và bán khô hạn, trong khi ở Namibia chúng được tìm thấy trên khắp lãnh thổ.
Libanasidus là một chi trong bộ Orthoptera, bao gồm dế, châu chấu và động vật tương tự. Dế vua không phải dế thực sự, chúng nằm trong họ Anostostomatidae, trong khi dế thật thuộc họ Gryllidae.

## Lịch sử và khám phá
Libanasidus vittatus đã được biết tại Johannesburg trước những năm 1960, cá thể đầu tiên được tìm thấy ở Barberton năm 1899 bởi William Forsell Kirby. Chúng chỉ phổ biến sau năm 1960, khi Johannesburg bắt đầu phát triển nhanh chóng. Lý do cho sự gia tăng số lượng của chúng là không rõ, mặc dù chúng đã sống trong môi trường đô thị tốt hơn nhiều so với trong tự nhiên, và nó đã được gợi ý rằng môi trường sống ngoại ô của nó thiếu những yếu tố kiểm soát hệ sinh thái.
Johannesburg, nằm trên cao nguyên Highveld của Nam Phi, có khí hậu khô, và do là một môi trường sống không thích hợp cho Libanasidus vittatus. Với sự xuất hiện của những cư dân ngoại ô, vườn tưới cung cấp, điều kiện giống rừng tươi tốt, một môi trường phù hợp hơn để dế vua sống. Một số vùng ngoại ô ở Johannesburg được coi là khu rừng nhân tạo lớn và xanh nhất thế giới, và đại diện cho một thay đổi cơ bản của hệ thực vật địa phương.